# Ebilassokro
Ebilassokro – miasto w Wybrzeżu Kości Słoniowej, w dystrykcie Comoé, w regionie Indénié-Djuablin, w departamencie Abengourou.